# 104丁目駅 (INDフルトン・ストリート線)
104丁目駅（104ちょうめえき、英語: 104th Street）は、クイーンズ区オゾン・パークの104丁目とリバティ・アベニュー交差点に位置するニューヨーク市地下鉄INDフルトン・ストリート線の駅である。A系統が終日停車する。
駅は何度か改称されている。開業当初の駅名はオックスフォード・アベニュー駅だった。1924年の時点では104丁目-オックスフォード・アベニュー駅となっていた。その後、104丁目-オックスフォード駅を経て現在の駅名に改称された。ただし駅名標は開業当時の表記のままである。

## 歴史
駅は1915年9月25日にクイーンズ区にあるフルトン・ストリート高架線の他の6駅とともに開業した。その後、1956年4月29日よりINDの列車が走るようになった。
2014年に駅は改装されている。

## 駅構造
| P ホーム階 | 相対式ホーム、右側ドアが開く | 相対式ホーム、右側ドアが開く |
| P ホーム階 | 北行緩行線                   | ← インウッド-207丁目駅行き (ロッカウェイ・ブールバード駅) ← 深夜帯：ユークリッド・アベニュー駅行き (ロッカウェイ・ブールバード駅) |
| P ホーム階 | 混雑方向急行線               | → 定期列車なし |
| P ホーム階 | 南行緩行線                   | → オゾン・パーク-レファーツ・ブールバード駅行き (111丁目駅) →                                                                     |
| P ホーム階 | 相対式ホーム、右側ドアが開く | |
| M          | 改札階                       | 改札口、駅員詰所、メトロカード券売機                                                                                              |
| G          | 地上階                       | 出入口 |

駅は相対式ホーム2面3線の構造だが、急行線は使用されていない。2014年から2015年にかけてアートワークが設置された。Béatrice CoronによってデザインされたOn the Right Track.が設置されている。

### 出口
駅東側の改札からは104丁目とリバティ・アベニュー交差点の北東・南東に、駅西側の改札からは102丁目とリバティ・アベニュー交差点の北西・南西に出ることができる。